# 캐서린 윙크워스
캐서린 윙크워스 (Catherine Winkworth 1827년 9월 13일~1878년 7월 1일)은 영국의 번역가이다. 그녀는 독일어 합창가를 영어로 번역해 여러 찬송가를 영어로 옮긴 천부적인 번역가였다.
캐서린 윙크워스는 런던에서 태어났으며 실크 상인이었던 헨리 윙크워스의 넷째딸이었다. 대부분의 삶을 맨체스터에서 살았던 그녀는 유니테리언 교도였던 윌리엄 카스켈 밑에서 공부했다. 그녀의 언니 수잔나 윙크워스 또한 번역가로서 독일어 작품에 헌신적인 번역작품을 남겼다.
그녀는 드레스덴에서 독일 찬송가에 흥미를 갖고 연구했다. 1854년경 그녀는 그녀의 책 Lyra Germanica를 출판해 영어로 옮기기로 한다. 더 많은 작품 활동이 1858년에 이뤄졌고 63년에는 The Chorale Book for England를 작곡가 윌리엄 스턴달 베넷과 오토 골드슈미츠와 함께 출판하기에 이른다.
찬송가 번역 이외에 그녀는 깊게 여성 인권 신장과 여성의 고등 교육 증진을 위해 힘썼으며 클리프턴 여자고등학교의 지지자이자 대변자였다. 학교에는 그녀의 이름을 딴 건물이 있다.
그녀는 제네바에서 1878년 갑작스런 심장발작으로 사망했다.